# Meesbalken
Meesbalken ist ein Ortsteil von Overath im Rheinisch-Bergischen Kreis in Nordrhein-Westfalen, Deutschland.

## Lage und Beschreibung
Der kleine, durch Landwirtschaft und Gewerbe geprägte Ortsteil Meesbalken liegt an der Kreisstraße 38 oberhalb der Bundesautobahn 4.

## Geschichte
Die Orte Mees-, Probst-, Griesen- und Kleinbalken liegen in einer Flucht auf einer Riedelartigen Anhöhe. Dies lässt vermuten, dass das Formwort Balken des im 13. Jahrhundert als Balcke urkundlich genannten Ortsbereichs diese Anhöhe bezeichnet.
Die Topographia Ducatus Montani des Erich Philipp Ploennies, Blatt Amt Steinbach, belegt, dass der Wohnplatz bereits 1715 eine Hofstelle besaß, die als Miesbalcke beschriftet ist. Carl Friedrich von Wiebeking benennt die Hofschaft auf seiner Charte des Herzogthums Berg 1789 als Miebelrath. Aus ihr geht hervor, dass der Ort zu dieser Zeit einer der Titularorte der Honschaft Balken im Kirchspiel Overath war.
Der Ort ist auf der Topographischen Aufnahme der Rheinlande von 1817 als Mies-Balken verzeichnet. Die Preußische Uraufnahme von 1845 zeigt den Wohnplatz unter dem Namen Miesbalken. Ab der Preußischen Neuaufnahme von 1892 ist der Ort auf Messtischblättern regelmäßig als Meesbalken verzeichnet.
1822 lebten 13 Menschen im als Pachtgut kategorisierten und Miesbalken bezeichneten Ort, der nach dem Zusammenbruch der napoleonischen Administration und deren Ablösung zur Bürgermeisterei Overath im Kreis Mülheim am Rhein gehörte. Für das Jahr 1830 werden für den als Miesbalken bezeichneten Ort 16 Einwohner angegeben. Der 1845 laut der Uebersicht des Regierungs-Bezirks Cöln als Pachtgut kategorisierte und Mees-Balken bezeichnete Ort besaß zu dieser Zeit ein Wohngebäude mit 13 Einwohnern, alle katholischen Bekenntnisses. Die Liste Einwohner und Viehstand von 1848 nennt die Ortschaft Mesbalken und verzeichnet dort 7 Einwohner. Darunter die vierköpfige Familie des Ackerers Johann Müller, dem 1 Pferd, 6 Kühe, 2 Rinder, 3 Kälber und 5 Schweine  gehörten, sowie 3 Gesinde ohne Namen. Die Gemeinde- und Gutbezirksstatistik der Rheinprovinz führt Meesbalken 1871 mit zwei Wohnhäusern und 21 Einwohnern auf. Im Gemeindelexikon für die Provinz Rheinland von 1888 werden für Meesbalken zwei Wohnhäuser mit 15 Einwohnern angegeben. 1895 besitzt der Ort zwei Wohnhäuser mit 22 Einwohnern und gehörte konfessionell zum katholischen Kirchspiel Marialinden, 1905 werden zwei Wohnhäuser und 19 Einwohner angegeben.